# Heterorrhina gracilis
Heterorrhina gracilis – gatunek chrząszcza z rodziny poświętnikowatych, podrodziny kruszczycowatych i plemienia Goliathini.
Gatunek ten został opisany w 1910 przez Johna Gilberta Arrowa.
Ciało długości od 19 do 22 mm i szerokości od 9,5 do 11 mm, wydłużone, wklęśnięte z wierzchu, jaskrawo trawiastozielone, niekiedy z różowymi przebłyskami, z bokami tylnych bioder żółtymi, z wyjątkiem przednich i środkowych bioder oraz części odwłoka nagie. Przednia krawędź głowy wyniesiona i opatrzone niewyraźnie rozdwojonym zębem. Głowa punktowa umiarkowanie, środek przedplecza bardzo słabo, boki przedplecza silnie, tarczka skąpo, a zagłębione linie na pokrywach umiarkowanie silnie. Przód głowy z bardzo wąskimi, silnymi, podłużnymi żeberkami. Przedplecze trójkątne, niezbyt wypukłe, słabo zafalowane po bokach, o wystających tylnych kątach i głęboko pośrodku obrzeżonej, szerokiej nasadzie. Krawędzie pokryw silnie zafalowane po bokach i grubo żłobione u wierzchołka. Pygidium bardzo delikatnie żłobione. Śródpiersie o wyrostku długim, wąskim zakrzywionym i tępym. Przednie golenie dwuzębne u obu płci.
Chrząszcz orientalny, endemiczny dla Indii, gdzie znany jest z gór Nilgiri.